# Max Carl Ludwig Schmidt
Max Carl Ludwig Schmidt (* 17. März 1850 in Tambach (Oberfranken); † 20. Februar 1936 in München) war ein deutscher Geodät und Markscheider.

## Leben
Nach dem Besuch des humanistischen Gymnasiums in Schweinfurt nahm Schmidt das Studium der Ingenieurwissenschaften an der Technischen Hochschule in München auf. Mit dem erfolgreichen Studienabschluss im Jahre 1872 erhielt er das Ehrendiplom eines Ingenieurs. Danach war er bei der Generaldirektion der bayerischen Eisenbahnen beschäftigt und führte in deren Auftrag umfangreiche barometrische Messungen in Unterfranken vor sowie die Überwachung von Flusskorrekturen. Nachdem er 1875 die praktische Staatsprüfung erfolgreich abgelegt hatte, wurde er Assistent am Geodätischen Institut der Technischen Hochschule München. Noch im gleichen Jahr promovierte er an der Universität Jena Über den praktischen Wert Naudet'scher Aneroide.
1876 wurde er Privatdozent für Geodäsie und Ingenieurwissenschaften an der TH München, bereits im Jahr darauf erhielt er den Ruf als Professor für Geodäsie und Markscheidekunde an die Bergakademie Freiberg. Nach dem Tode von Karl Maximilian von Bauernfeind übernahm er 1890 den Lehrstuhl für Geodäsie und Topographie der TH München. 1925 wurde er emeritiert.

## Werk
Schmidt beobachtete in eigens eingerichteten Observatorien das Erdmagnetfeld sowie das Gangverhalten von Präzisionspendeln und Präzisionsuhren des Instituts. Er publizierte wichtige Ergebnisse über die Umlaufbewegung hydrometrischer Flügel. Später standen vor allem Probleme der Erdmessung im Zentrum seiner Forschungen.

## Ehrungen
- 1888: Mitglied der Leopoldina[2]
- 1897: Mitglied und später ständiger Sekretär der Bayerischen Erdmessungskommission
- 1911: außerordentliches Mitglied der Bayerischen Akademie der Wissenschaften[3]
- 1912: Ehrenmitglied des Deutschen Markscheidervereins
- 1913: ordentliches Mitglied der Bayerischen Akademie der Wissenschaften
- 1918: Dr. Ing. E. h. Universität Dresden und Bergakademie Freiberg
- 1925: Goldener Ehrenring des Deutschen Museums
- Verdienstorden vom Heiligen Michael IV. Klasse[4]